# Élections municipales de 2008 dans la Somme
Les élections municipales ont eu lieu les 9 et 16 mars 2008 dans la Somme.
Ce renouvellement est marqué par une poussée du PS, grâce à des listes d'Union de la gauche, avec des victoires sur Amiens, Abbeville et Péronne (dirigées par la droite depuis 1989). A l'inverse, le PCF subit un recul dans son bastion du Vimeu avec les pertes de Friville-Escarbotin, Fressenneville et Ault ; il récupère toutefois Longueau dont le maire avait rejoint la dissidence de Maxime Gremetz.
La droite connait donc son plus gros échec depuis 1989 avec notamment sur Amiens la défaite de Gilles de Robien, ancien ministre, qui se retire de la vie politique.

## Maires sortants et maires élus
| Commune                | Population | Maire sortant          | Parti | Parti     | Maire élu            | Parti | Parti     |
| ---------------------- | ---------- | ---------------------- | ----- | --------- | -------------------- | ----- | --------- |
| Abbeville              | 24 129     | Joël Hart*             |       | UMP       | Nicolas Dumont       |       | PS        |
| Ailly-sur-Noye         | 2 653      | Freddy Vérecque        |       | PS        | Marie-Hélène Marcel  |       | DVD       |
| Ailly-sur-Somme        | 3 186      | Francis Fouquet        |       | DVD       | Francis Fouquet      |       | DVD       |
| Airaines               | 2 101      | Jean-Luc Lefebvre      |       | PS        | Jean-Luc Lefebvre    |       | PS        |
| Albert                 | 9 800      | Stéphane Demilly       |       | NC        | Stéphane Demilly     |       | NC        |
| Amiens                 | 134 381    | Gilles de Robien       |       | NC        | Gilles Demailly      |       | PS        |
| Beauval                | 2 140      | Pierre Lucas           |       | DVG       | Pierre Lucas         |       | DVG       |
| Boves                  | 2 649      | Patrick Kléber-Lefèvre |       | DVD       | Daniel Parisot       |       | DVD       |
| Camon                  | 4 633      | Jean-Claude Renaux     |       | PCF       | Jean-Claude Renaux   |       | PCF       |
| Cayeux-sur-Mer         | 2 739      | Yvonne Perruchot       |       | UMP       | Yves Masset          |       | SE        |
| Corbie                 | 6 411      | Alain Babaut           |       | NC        | Alain Babaut         |       | NC        |
| Le Crotoy              | 2 314      | Roselyne Bourguelle    |       | DVD       | Jean-Louis Wadoux    |       | UMP       |
| Doullens               | 6 454      | Christian Vlaeminck    |       | DVD       | Christian Vlaeminck  |       | DVD       |
| Feuquières-en-Vimeu    | 2 464      | Bernard Davergne       |       | PS        | Bernard Davergne     |       | PS        |
| Flesselles             | 2 004      | Bernard Binoist        |       | PS        | Bernard Binoist      |       | PS        |
| Flixecourt             | 3 183      | René Lognon            |       | PCF       | René Lognon          |       | PCF       |
| Fressenneville         | 2 257      | Noël Ricouard          |       | PCF       | Alex Pauchet         |       | DVG       |
| Friville-Escarbotin    | 4 501      | Claude Guérandelle     |       | PCF       | David Lefèvre        |       | SE        |
| Gamaches               | 2 834      | Jacques Pecquery       |       | COM diss. | Jacques Pecquery     |       | COM diss. |
| Ham                    | 5 181      | Marc Bonef             |       | UMP       | Marc Bonef           |       | UMP       |
| Longueau               | 5 353      | Joël Brunet            |       | COM diss. | Colette Finet        |       | PCF       |
| Mers-les-Bains         | 3 289      | Emmanuel Maquet        |       | UMP       | Emmanuel Maquet      |       | UMP       |
| Montdidier             | 6 046      | Catherine Le Tyrant    |       | PS        | Catherine Le Tyrant  |       | PS        |
| Moreuil                | 3 976      | Pierre Boulanger       |       | DVD       | Pierre Boulanger     |       | DVD       |
| Péronne                | 8 077      | Jean-Pierre Vienot     |       | UMP       | Valérie Kumm         |       | PS        |
| Poix-de-Picardie       | 2 335      | Jacky Pétigny          |       | DVD       | Romuald Trabouillet  |       | PS        |
| Nesle                  | 2 499      | Paul Pilot             |       | App. PCF  | Paul Pilot           |       | App. PCF  |
| Rivery                 | 3 396      | Jean-Marie Givry       |       | App. PCF  | Jacques Nowak        |       | DVG       |
| Rosières-en-Santerre   | 2 877      | José Sueur             |       | NC        | José Sueur           |       | NC        |
| Roye                   | 6 199      | Jacques Fleury         |       | PS        | Jacques Fleury       |       | PS        |
| Rue                    | 3 099      | Serge Deschamps        |       | NC        | Serge Deschamps      |       | NC        |
| Saint-Ouen             | 2 063      | Jean-Pierre Saint      |       | SE        | Jean-Pierre Saint    |       | SE        |
| Saint-Valery-sur-Somme | 2 805      | Stéphane Haussoulier   |       | UMP       | Stéphane Haussoulier |       | UMP       |
| Saleux                 | 2 390      | Ernest Candela         |       | DVD       | Ernest Candela       |       | DVD       |
| Salouël                | 4 258      | Jean-Pierre Ygouf*     |       | DVG       | Jean-René Hémart     |       | DVD       |
| Vignacourt             | 2 214      | Stéphane Ducrotoy      |       | DVD       | Stéphane Ducrotoy    |       | DVD       |
| Villers-Bretonneux     | 4 185      | Hubert Lelieur*        |       | DVD       | Patrick Simon        |       | DVD       |
| * Ne se représente pas |            |                        |       |           |                      |       |           |

### Résultats en nombre de mairies
| Partis       | Partis                                | Maires sortants | Maires élus | Évolution     |
| ------------ | ------------------------------------- | --------------- | ----------- | ------------- |
|              | Divers droite                         | 9               | 9           | en stagnation |
|              | Nouveau centre                        | 5               | 4           | 1             |
|              | Union pour un mouvement populaire     | 6               | 4           | 2             |
| Total droite | Total droite                          | 20              | 17          | 3             |
|              |                                       |                 |             |               |
|              | Parti socialiste                      | 6               | 9           | 3             |
|              | Parti communiste français             | 6               | 4           | 2             |
|              | Divers gauche                         | 2               | 3           | 1             |
|              | Communistes en Somme (PCF dissidents) | 2               | 1           | 1             |
| Total gauche | Total gauche                          | 16              | 17          | 1             |
|              |                                       |                 |             |               |
|              | Sans étiquette                        | 1               | 3           | 2             |
|              |                                       |                 |             |               |
| Total Divers | Total Divers                          | 1               | 3           | 2             |
| Total        | Total                                 | 37              | 37          |               |

## Résultats dans les communes de plus de 3 500 habitants

### Abbeville
Maire sortant : Joël Hart (UMP)
35 sièges à pourvoir
|                                    | Nicolas Dumont        | PS - PCF       | 4 996  | 46,04  | 6 900  | 59,96  | 28 |  |  |  |  |
| Rassemblés pour Abbeville          |                       |                | 4 996  | 46,04  | 6 900  | 59,96  | 28 |  |  |  |  |
|                                    | Stéphane Decayeux     | UMP            | 2 372  | 21,86  | 4 608  | 40,04  | 7  |  |  |  |  |
| Unis pour le Renouveau d'Abbeville |                       |                | 2 372  | 21,86  | 4 608  | 40,04  | 7  |  |  |  |  |
|                                    | Jean-Jacques Leullier | DVD            | 1 842  | 16,97  | 4 608  | 40,04  | 7  |  |  |  |  |
| Ambitions pour Abbeville           |                       |                | 1 842  | 16,97  | 4 608  | 40,04  | 7  |  |  |  |  |
|                                    | Paul-Henri Hure       | DVD            | 1 445  | 13,32  |        |        |    |  |  |  |  |
| Plus loin ensemble                 |                       |                | 1 445  | 13,32  |        |        |    |  |  |  |  |
|                                    | Laurent Leclercq      | EXG            | 197    | 1,82   |        |        |    |  |  |  |  |
| Arc-en-ciel                        |                       |                | 197    | 1,82   |        |        |    |  |  |  |  |
|                                    |                       |                |        |        |        |        |    |  |  |  |  |
| Inscrits                           | Inscrits              | Inscrits       | 18 155 | 100,00 | 18 151 | 100,00 |    |  |  |  |  |
| Abstentions                        | Abstentions           | Abstentions    | 6 239  | 34,37  | 6 007  | 33,09  |    |  |  |  |  |
| Votants                            | Votants               | Votants        | 11 916 | 65,63  | 12 144 | 66,91  |    |  |  |  |  |
| Blancs et nuls                     | Blancs et nuls        | Blancs et nuls | 1 064  | 8,93   | 636    | 5,24   |    |  |  |  |  |
| Exprimés                           | Exprimés              | Exprimés       | 10 852 | 91,07  | 11 508 | 94,76  |    |  |  |  |  |
| * Maire sortant                    |                       |                |        |        |        |        |    |  |  |  |  |

### Albert
Maire sortant : Stéphane Demilly (NC)
33 sièges à pourvoir
| Tête de liste                             | Tête de liste     | Liste          | Premier tour | Premier tour | Sièges |  |
| Tête de liste                             | Tête de liste     | Liste          | Voix         | %            | CM     |  |
| ----------------------------------------- | ----------------- | -------------- | ------------ | ------------ | ------ |  |
|                                           | Stéphane Demilly* | NC - UMP       | 3 300        | 66,16        | 28     |  |
| Pour Albert, la passion d'agir !          |                   |                | 3 300        | 66,16        | 28     |  |
|                                           | Thierry Plé       | PT - PCF - PS  | 1 688        | 33,84        | 5      |  |
| Union de la gauche - Ensemble pour Albert |                   |                | 1 688        | 33,84        | 5      |  |
|                                           |                   |                |              |              |        |  |
| Inscrits                                  | Inscrits          | Inscrits       | 7 468        | 100,00       |        |  |
| Abstentions                               | Abstentions       | Abstentions    | 2 215        | 29,66        |        |  |
| Votants                                   | Votants           | Votants        | 5 253        | 70,34        |        |  |
| Blancs et nuls                            | Blancs et nuls    | Blancs et nuls | 265          | 5,04         |        |  |
| Exprimés                                  | Exprimés          | Exprimés       | 4 988        | 94,96        |        |  |
| * Maire sortant                           |                   |                |              |              |        |  |

### Amiens
Maire sortant : Gilles de Robien (NC)
55 sièges à pourvoir
|                        | Gilles Demailly      | PS - PCF - Les Verts - MRC - PRG | 16 914 | 41,37  | 26 424 | 56,21  | 43 |  |  |  |  |
| Unis et solidaires     |                      |                                  | 16 914 | 41,37  | 26 424 | 56,21  | 43 |  |  |  |  |
|                        | Gilles de Robien*    | NC - UMP - DVD                   | 15 896 | 38,88  | 20 582 | 43,79  | 12 |  |  |  |  |
| Mon parti c'est Amiens |                      |                                  | 15 896 | 38,88  | 20 582 | 43,79  | 12 |  |  |  |  |
|                        | Francis Dollé        | LCR                              | 2 630  | 6,43   |        |        |    |  |  |  |  |
| Amiens 100 % à gauche  |                      |                                  | 2 630  | 6,43   |        |        |    |  |  |  |  |
|                        | Yanick Leflot-Savain | MoDem                            | 2 379  | 5,82   |        |        |    |  |  |  |  |
| Amiens Démocrate       |                      |                                  | 2 379  | 5,82   |        |        |    |  |  |  |  |
|                        | Dominique Fachon     | CNIP - DVD                       | 1 777  | 4,35   |        |        |    |  |  |  |  |
| Vive Amiens            |                      |                                  | 1 777  | 4,35   |        |        |    |  |  |  |  |
|                        | Bruno Paleni         | LO                               | 1 284  | 3,14   |        |        |    |  |  |  |  |
| Lutte ouvrière         |                      |                                  | 1 284  | 3,14   |        |        |    |  |  |  |  |
|                        |                      |                                  |        |        |        |        |    |  |  |  |  |
| Inscrits               | Inscrits             | Inscrits                         | 77 509 | 100,00 | 77 507 | 100,00 |    |  |  |  |  |
| Abstentions            | Abstentions          | Abstentions                      | 35 081 | 45,26  | 29 251 | 37,74  |    |  |  |  |  |
| Votants                | Votants              | Votants                          | 42 428 | 54,74  | 48 256 | 62,26  |    |  |  |  |  |
| Blancs et nuls         | Blancs et nuls       | Blancs et nuls                   | 1 548  | 3,65   | 1 250  | 2,59   |    |  |  |  |  |
| Exprimés               | Exprimés             | Exprimés                         | 40 880 | 96,35  | 47 006 | 97,41  |    |  |  |  |  |
| * Maire sortant        |                      |                                  |        |        |        |        |    |  |  |  |  |

### Camon
Maire sortant : Jean-Claude Renaux (PCF)
27 sièges à pourvoir
| Tête de liste                               | Tête de liste       | Liste          | Premier tour | Premier tour | Sièges |  |
| Tête de liste                               | Tête de liste       | Liste          | Voix         | %            | CM     |  |
| ------------------------------------------- | ------------------- | -------------- | ------------ | ------------ | ------ |  |
|                                             | Jean-Claude Renaux* | PCF - PS       | 1 874        | 71,97        | 23     |  |
| Vivre Camon 2008-2014 - Continuons ensemble |                     |                | 1 874        | 71,97        | 23     |  |
|                                             | Raynald Spicer      | DVD - SE       | 730          | 28,03        | 4      |  |
| L'Union pour Camon                          |                     |                | 730          | 28,03        | 4      |  |
|                                             |                     |                |              |              |        |  |
| Inscrits                                    | Inscrits            | Inscrits       | 3 360        | 100,00       |        |  |
| Abstentions                                 | Abstentions         | Abstentions    | 627          | 18,66        |        |  |
| Votants                                     | Votants             | Votants        | 2 733        | 81,34        |        |  |
| Blancs et nuls                              | Blancs et nuls      | Blancs et nuls | 129          | 4,72         |        |  |
| Exprimés                                    | Exprimés            | Exprimés       | 4 988        | 95,28        |        |  |
| * Maire sortant                             |                     |                |              |              |        |  |

### Corbie
Maire sortant : Alain Babaut (NC)
29 sièges à pourvoir
| Tête de liste                        | Tête de liste     | Liste          | Premier tour | Premier tour | Sièges |  |
| Tête de liste                        | Tête de liste     | Liste          | Voix         | %            | CM     |  |
| ------------------------------------ | ----------------- | -------------- | ------------ | ------------ | ------ |  |
|                                      | Alain Babaut*     | NC - DVD       | 1 858        | 58,52        | 23     |  |
| Servir Corbie                        |                   |                | 1 858        | 58,52        | 23     |  |
|                                      | Isabelle Demaison | PS - DVG - PCF | 1 317        | 41,48        | 6      |  |
| Corbie autrement avec la Gauche unie |                   |                | 1 317        | 41,48        | 6      |  |
|                                      |                   |                |              |              |        |  |
| Inscrits                             | Inscrits          | Inscrits       | 4 502        | 100,00       |        |  |
| Abstentions                          | Abstentions       | Abstentions    | 1 210        | 26,88        |        |  |
| Votants                              | Votants           | Votants        | 3 292        | 73,12        |        |  |
| Blancs et nuls                       | Blancs et nuls    | Blancs et nuls | 117          | 3,55         |        |  |
| Exprimés                             | Exprimés          | Exprimés       | 3 175        | 96,45        |        |  |
| * Maire sortant                      |                   |                |              |              |        |  |

### Doullens
Maire sortant : Christian Vlaeminck (DVD)
29 sièges à pourvoir
|                                 | Christian Vlaeminck* | DVD            | 1 472 | 48,15  | 1 690 | 58,62  | 23 |  |  |  |  |
| Unis pour bien vivre à Doullens |                      |                | 1 472 | 48,15  | 1 690 | 58,62  | 23 |  |  |  |  |
|                                 | Pascal Destrés       | PS - DVG       | 831   | 27,18  | 1 193 | 41,38  | 6  |  |  |  |  |
| Faisons renaître Doullens       |                      |                | 831   | 27,18  | 1 193 | 41,38  | 6  |  |  |  |  |
|                                 | Raymond Gaudet       | DVD            | 754   | 24,66  |       |        |    |  |  |  |  |
| Changeons Doullens              |                      |                | 754   | 24,66  |       |        |    |  |  |  |  |
|                                 |                      |                |       |        |       |        |    |  |  |  |  |
| Inscrits                        | Inscrits             | Inscrits       | 4 584 | 100,00 | 4 586 | 100,00 |    |  |  |  |  |
| Abstentions                     | Abstentions          | Abstentions    | 1 391 | 30,34  | 1 524 | 33,23  |    |  |  |  |  |
| Votants                         | Votants              | Votants        | 3 193 | 69,66  | 3 062 | 66,77  |    |  |  |  |  |
| Blancs et nuls                  | Blancs et nuls       | Blancs et nuls | 136   | 4,23   | 179   | 5,85   |    |  |  |  |  |
| Exprimés                        | Exprimés             | Exprimés       | 3 057 | 95,74  | 2 883 | 94,15  |    |  |  |  |  |
| * Maire sortant                 |                      |                |       |        |       |        |    |  |  |  |  |

### Friville-Escarbotin
Maire sortant : Claude Guérandelle (PCF)
27 sièges à pourvoir
| Tête de liste                                             | Tête de liste       | Liste          | Premier tour | Premier tour | Sièges |  |
| Tête de liste                                             | Tête de liste       | Liste          | Voix         | %            | CM     |  |
| --------------------------------------------------------- | ------------------- | -------------- | ------------ | ------------ | ------ |  |
|                                                           | David Lefèvre       | SE - DVD       | 1 246        | 52,35        | 21     |  |
| Agir aujourd'hui pour mieux vivre demain                  |                     |                | 1 246        | 52,35        | 21     |  |
|                                                           | Claude Guérandelle* | PCF - PS - DVG | 1 134        | 47,65        | 6      |  |
| Penser et préparer la ville de demain avec la Gauche unie |                     |                | 1 134        | 47,65        | 6      |  |
|                                                           |                     |                |              |              |        |  |
| Inscrits                                                  | Inscrits            | Inscrits       | 3 597        | 100,00       |        |  |
| Abstentions                                               | Abstentions         | Abstentions    | 1 026        | 28,52        |        |  |
| Votants                                                   | Votants             | Votants        | 2 571        | 71,48        |        |  |
| Blancs et nuls                                            | Blancs et nuls      | Blancs et nuls | 191          | 7,43         |        |  |
| Exprimés                                                  | Exprimés            | Exprimés       | 2 380        | 92,57        |        |  |
| * Maire sortant                                           |                     |                |              |              |        |  |

### Ham
Maire sortant : Marc Bonef (UMP)
29 sièges à pourvoir
| Tête de liste                     | Tête de liste        | Liste          | Premier tour | Premier tour | Sièges |  |
| Tête de liste                     | Tête de liste        | Liste          | Voix         | %            | CM     |  |
| --------------------------------- | -------------------- | -------------- | ------------ | ------------ | ------ |  |
|                                   | Marc Bonef*          | UMP - DVD      | 1 268        | 58,09        | 23     |  |
| Ensemble pour Ham avec Marc Bonef |                      |                | 1 268        | 58,09        | 23     |  |
|                                   | Olivier Chapuis-Roux | PCF - PS - DVG | 915          | 41,91        | 6      |  |
| Ham demain, pour changer la vie   |                      |                | 915          | 41,91        | 6      |  |
|                                   |                      |                |              |              |        |  |
| Inscrits                          | Inscrits             | Inscrits       | 3 475        | 100,00       |        |  |
| Abstentions                       | Abstentions          | Abstentions    | 1 117        | 32,14        |        |  |
| Votants                           | Votants              | Votants        | 2 358        | 67,86        |        |  |
| Blancs et nuls                    | Blancs et nuls       | Blancs et nuls | 175          | 7,42         |        |  |
| Exprimés                          | Exprimés             | Exprimés       | 2 183        | 92,58        |        |  |
| * Maire sortant                   |                      |                |              |              |        |  |

### Longueau
Maire sortant : Joël Brunet (COM)
29 sièges à pourvoir
| Tête de liste                            | Tête de liste  | Liste          | Premier tour | Premier tour | Second tour | Second tour | Sièges |  |
| Tête de liste                            | Tête de liste  | Liste          | Voix         | %            | Voix        | %           | CM     |  |
| ---------------------------------------- | -------------- | -------------- | ------------ | ------------ | ----------- | ----------- | ------ |  |
|                                          | Joël Brunet*   | COM - DVG      | 970          | 33,87        | 1 138       | 38,83       | 5      |  |
| Longueau demain                          |                |                | 970          | 33,87        | 1 138       | 38,83       | 5      |  |
|                                          | Colette Finet  | PCF - PS       | 824          | 28,77        | 1 209       | 41,25       | 21     |  |
| Union des forces de gauche et de progrès |                |                | 824          | 28,77        | 1 209       | 41,25       | 21     |  |
|                                          | Serge Lefeuvre | LCR            | 308          | 10,75        | 1 209       | 41,25       | 21     |  |
| A Gauche toute                           |                |                | 308          | 10,75        | 1 209       | 41,25       | 21     |  |
|                                          | Régis Richard  | DVD - SE       | 536          | 18,72        | 584         | 19,92       | 3      |  |
| Écouter et agir                          |                |                | 536          | 18,72        | 584         | 19,92       | 3      |  |
|                                          | Didier Henry   | SE             | 226          | 7,89         |             |             |        |  |
| Défense des intérêts de la commune       |                |                | 226          | 7,89         |             |             |        |  |
|                                          |                |                |              |              |             |             |        |  |
| Inscrits                                 | Inscrits       | Inscrits       | 4 285        | 100,00       | 4 285       | 100,00      |        |  |
| Abstentions                              | Abstentions    | Abstentions    | 1 300        | 30,34        | 1 259       | 29,38       |        |  |
| Votants                                  | Votants        | Votants        | 2 985        | 69,66        | 3 026       | 70,62       |        |  |
| Blancs et nuls                           | Blancs et nuls | Blancs et nuls | 121          | 4,05         | 95          | 3,14        |        |  |
| Exprimés                                 | Exprimés       | Exprimés       | 2 864        | 95,95        | 2 931       | 96,86       |        |  |
| * Maire sortant                          |                |                |              |              |             |             |        |  |

### Montdidier
Maire sortant : Catherine Le Tyrant (PS)
29 sièges à pourvoir
| Tête de liste                  | Tête de liste        | Liste                | Premier tour | Premier tour | Sièges |  |
| Tête de liste                  | Tête de liste        | Liste                | Voix         | %            | CM     |  |
| ------------------------------ | -------------------- | -------------------- | ------------ | ------------ | ------ |  |
|                                | Catherine Le Tyrant* | PS - Les Verts - DVG | 1 757        | 62,86        | 24     |  |
| Agir pour réussir à Montdidier |                      |                      | 1 757        | 62,86        | 24     |  |
|                                | Bertrand Garret      | UMP - DVD            | 1 038        | 37,14        | 5      |  |
| Montdidier en mouvement        |                      |                      | 1 038        | 37,14        | 5      |  |
|                                |                      |                      |              |              |        |  |
| Inscrits                       | Inscrits             | Inscrits             | 4 337        | 100,00       |        |  |
| Abstentions                    | Abstentions          | Abstentions          | 1 387        | 31,98        |        |  |
| Votants                        | Votants              | Votants              | 2 950        | 68,02        |        |  |
| Blancs et nuls                 | Blancs et nuls       | Blancs et nuls       | 155          | 5,25         |        |  |
| Exprimés                       | Exprimés             | Exprimés             | 2 795        | 94,75        |        |  |
| * Maire sortant                |                      |                      |              |              |        |  |

### Moreuil
Maire sortant : Pierre Boulanger (DVD)
27 sièges à pourvoir
| Tête de liste        | Tête de liste     | Liste          | Premier tour | Premier tour | Sièges |  |
| Tête de liste        | Tête de liste     | Liste          | Voix         | %            | CM     |  |
| -------------------- | ----------------- | -------------- | ------------ | ------------ | ------ |  |
|                      | Pierre Boulanger* | DVD            | 1 331        | 75,75        | 24     |  |
| Bien vivre ensemble  |                   |                | 1 331        | 75,75        | 24     |  |
|                      | Bruno Dupuis      | DVG            | 426          | 24,25        | 3      |  |
| Moreuil en mouvement |                   |                | 426          | 24,25        | 3      |  |
|                      |                   |                |              |              |        |  |
| Inscrits             | Inscrits          | Inscrits       | 2 884        | 100,00       |        |  |
| Abstentions          | Abstentions       | Abstentions    | 960          | 33,29        |        |  |
| Votants              | Votants           | Votants        | 1 924        | 66,66,71     |        |  |
| Blancs et nuls       | Blancs et nuls    | Blancs et nuls | 167          | 8,68         |        |  |
| Exprimés             | Exprimés          | Exprimés       | 1 757        | 91,32        |        |  |
| * Maire sortant      |                   |                |              |              |        |  |

### Péronne
Maire sortant : Jean-Pierre Vienot (UMP)
29 sièges à pourvoir
| Tête de liste                 | Tête de liste       | Liste          | Premier tour | Premier tour | Second tour | Second tour | Sièges |  |
| Tête de liste                 | Tête de liste       | Liste          | Voix         | %            | Voix        | %           | CM     |  |
| ----------------------------- | ------------------- | -------------- | ------------ | ------------ | ----------- | ----------- | ------ |  |
|                               | Valérie Kumm        | PS             | 1 571        | 42,97        | 1 864       | 47,79       | 22     |  |
| Changeons l'avenir de Péronne |                     |                | 1 571        | 42,97        | 1 864       | 47,79       | 22     |  |
|                               | Jean-Pierre Vienot* | UMP - DVD      | 1 218        | 33,32        | 1 488       | 38,15       | 5      |  |
| Péronne, des idées d'avance   |                     |                | 1 218        | 33,32        | 1 488       | 38,15       | 5      |  |
|                               | Pierre Barbier      | DVD - SE       | 867          | 23,71        | 548         | 14,05       | 2      |  |
| Péronne autrement             |                     |                | 867          | 23,71        | 548         | 14,05       | 2      |  |
|                               |                     |                |              |              |             |             |        |  |
| Inscrits                      | Inscrits            | Inscrits       | 5 602        | 100,00       | 5 601       | 100,00      |        |  |
| Abstentions                   | Abstentions         | Abstentions    | 1 831        | 32,68        | 1 628       | 29,07       |        |  |
| Votants                       | Votants             | Votants        | 3 771        | 67,32        | 3 973       | 70,93       |        |  |
| Blancs et nuls                | Blancs et nuls      | Blancs et nuls | 115          | 3,05         | 73          | 7,84        |        |  |
| Exprimés                      | Exprimés            | Exprimés       | 3 656        | 96,95        | 3 900       | 98,16       |        |  |
| * Maire sortant               |                     |                |              |              |             |             |        |  |

### Roye
Maire sortant : Jacques Fleury (PS)
29 sièges à pourvoir
| Tête de liste                  | Tête de liste   | Liste          | Premier tour | Premier tour | Sièges |  |
| Tête de liste                  | Tête de liste   | Liste          | Voix         | %            | CM     |  |
| ------------------------------ | --------------- | -------------- | ------------ | ------------ | ------ |  |
|                                | Jacques Fleury* | PS - PCF - DVG | 1 632        | 57,81        | 23     |  |
| Un nouveau bond dans le siècle |                 |                | 1 632        | 57,81        | 23     |  |
|                                | Georges Loisier | UMP - DVD      | 1 191        | 42,19        | 6      |  |
| Agir ensemble pour Roye        |                 |                | 1 191        | 42,19        | 6      |  |
|                                |                 |                |              |              |        |  |
| Inscrits                       | Inscrits        | Inscrits       | 4 412        | 100,00       |        |  |
| Abstentions                    | Abstentions     | Abstentions    | 1 454        | 32,96        |        |  |
| Votants                        | Votants         | Votants        | 2 958        | 67,04        |        |  |
| Blancs et nuls                 | Blancs et nuls  | Blancs et nuls | 135          | 4,56         |        |  |
| Exprimés                       | Exprimés        | Exprimés       | 2 823        | 95,44        |        |  |
| * Maire sortant                |                 |                |              |              |        |  |

### Salouël
Maire sortant : Jean-Pierre Ygouf (DVD)
27 sièges à pourvoir
| Tête de liste                            | Tête de liste    | Liste          | Premier tour | Premier tour | Sièges |  |
| Tête de liste                            | Tête de liste    | Liste          | Voix         | %            | CM     |  |
| ---------------------------------------- | ---------------- | -------------- | ------------ | ------------ | ------ |  |
|                                          | Jean-René Hémart | DVD            | 791          | 52,66        | 21     |  |
| Union pour l'avenir de Salouël           |                  |                | 791          | 52,66        | 21     |  |
|                                          | Jacques Boyer    | PS - PCF - DVG | 358          | 23,83        | 3      |  |
| Ensemble avec la gauche pour Salouël     |                  |                | 358          | 23,83        | 3      |  |
|                                          | Marc Lourselle   | DVD            | 242          | 16,11        | 2      |  |
| Bien vivre à Salouël                     |                  |                | 242          | 16,11        | 2      |  |
|                                          | Lydia Vicari     | DVD            | 111          | 7,39         | 1      |  |
| Agissons tous pour un Salouël de qualité |                  |                | 111          | 7,39         | 1      |  |
|                                          |                  |                |              |              |        |  |
| Inscrits                                 | Inscrits         | Inscrits       | 2 339        | 100,00       |        |  |
| Abstentions                              | Abstentions      | Abstentions    | 788          | 33,69        |        |  |
| Votants                                  | Votants          | Votants        | 1 551        | 66,31        |        |  |
| Blancs et nuls                           | Blancs et nuls   | Blancs et nuls | 49           | 3,16         |        |  |
| Exprimés                                 | Exprimés         | Exprimés       | 1 502        | 96,84        |        |  |
| * Maire sortant                          |                  |                |              |              |        |  |

### Villers-Bretonneux
Maire sortant : Hubert Lelieur (DVD)
27 sièges à pourvoir
|                                              | Patrick Simon         | DVD            | 812   | 38,98  | 1 039 | 47,46  | 21 |  |  |  |  |
| Un nouvel élan pour Villers-Bretonneux       |                       |                | 812   | 38,98  | 1 039 | 47,46  | 21 |  |  |  |  |
|                                              | Frédéric Lemoine      | COM - DVG      | 589   | 28,28  | 855   | 39,06  | 5  |  |  |  |  |
| Ensemble pour l'avenir de Villers-Bretonneux |                       |                | 589   | 28,28  | 855   | 39,06  | 5  |  |  |  |  |
|                                              | Jean-Marie Cordonnier | PS - DVG       | 372   | 17,86  |       |        |    |  |  |  |  |
| Bâtissons l'avenir                           |                       |                | 372   | 17,86  |       |        |    |  |  |  |  |
|                                              | Jean-Louis Renard     | DVD            | 310   | 14,88  | 295   | 13,48  | 1  |  |  |  |  |
| Villers-Bretonneux pour tous                 |                       |                | 310   | 14,88  | 295   | 13,48  | 1  |  |  |  |  |
|                                              |                       |                |       |        |       |        |    |  |  |  |  |
| Inscrits                                     | Inscrits              | Inscrits       | 3 064 | 100,00 | 3 064 | 100,00 |    |  |  |  |  |
| Abstentions                                  | Abstentions           | Abstentions    | 884   | 28,85  | 796   | 25,98  |    |  |  |  |  |
| Votants                                      | Votants               | Votants        | 2 180 | 71,15  | 2 268 | 74,02  |    |  |  |  |  |
| Blancs et nuls                               | Blancs et nuls        | Blancs et nuls | 97    | 4,45   | 79    | 3,48   |    |  |  |  |  |
| Exprimés                                     | Exprimés              | Exprimés       | 2 083 | 95,55  | 2 189 | 96,52  |    |  |  |  |  |
| * Maire sortant                              |                       |                |       |        |       |        |    |  |  |  |  |